# Llista de topònims d'Argelaguer
Llista de topònims (noms propis de lloc) d'Argelaguer, a la Garrotxa.
Informació actualitzada per un bot. Els canvis manuals es perdran quan s'actualitzi!

## casa
| imatge | Nom        | Ubicat a   | instància de | Detalls                     | coordenades                                          | Protecció                                  | Commons (més fotos) | Dades a WD                    |
| ------ | ---------- | ---------- | ------------ | --------------------------- | ---------------------------------------------------- | ------------------------------------------ | ------------------- | ----------------------------- |
|        | Can Damas  | Argelaguer | casa         | Estil: arquitectura popular | 42° 12′ 56″ N, 2° 38′ 27″ E / 42.215562°N,2.640705°E | bé integrant del patrimoni cultural català | Can Damas           | Modifica les dades a Wikidata |
|        | Can Turrós | Argelaguer | casa         | Estil: arquitectura popular | 42° 12′ 56″ N, 2° 38′ 32″ E / 42.215577°N,2.642098°E | bé integrant del patrimoni cultural català | Can Turrós          | Modifica les dades a Wikidata |

## castell
| imatge | Nom                  | Ubicat a   | instància de | Detalls                     | coordenades                                          | Protecció                                            | Commons (més fotos)          | Dades a WD                    |
| ------ | -------------------- | ---------- | ------------ | --------------------------- | ---------------------------------------------------- | ---------------------------------------------------- | ---------------------------- | ----------------------------- |
|        | Castell d'Argelaguer | Argelaguer | castell      |                             | 42° 12′ 50″ N, 2° 38′ 30″ E / 42.2139°N,2.64167°E    | bé d'interès cultural bé cultural d'interès nacional | Castell d'Argelaguer         | Modifica les dades a Wikidata |
|        | castell de Montpalau | Argelaguer | castell      | Estil: arquitectura popular | 42° 12′ 21″ N, 2° 36′ 29″ E / 42.205958°N,2.608056°E | bé d'interès cultural bé cultural d'interès nacional | Santa Magdalena de Montpalau | Modifica les dades a Wikidata |

## curs d'aigua
| imatge | Nom                | Ubicat a                                                                         | instància de | Detalls                                                 | coordenades                                                                                               | Protecció | Commons (més fotos) | Dades a WD                    |
| ------ | ------------------ | -------------------------------------------------------------------------------- | ------------ | ------------------------------------------------------- | --- | --------- | ------------------- | ----------------------------- |
|        | Fluvià             | Comarques gironines província de Girona                                          | curs d'aigua | Desemboca: mar Mediterrània Llarg: 70km Conca: 973.8km² | 42° 05′ 36″ N, 2° 27′ 33″ E / 42.0934°N,2.4591°E 42° 12′ 07″ N, 3° 06′ 38″ E / 42.2019°N,3.1106°E 2 msnm  |           | Fluvià              | Modifica les dades a Wikidata |
|        | Llierca            | la Vall de Bianya Montagut i Oix Sales de Llierca Tortellà Sant Jaume de Llierca | curs d'aigua | Desemboca: Fluvià                                       | 42° 15′ 53″ N, 2° 22′ 36″ E / 42.264691°N,2.376651°E 42° 12′ 39″ N, 2° 36′ 43″ E / 42.210754°N,2.611838°E |           | Llierca River       | Modifica les dades a Wikidata |
|        | riu Juiàs          | Tortellà Sales de Llierca Argelaguer                                             | curs d'aigua |                                                         | 42° 14′ 04″ N, 2° 38′ 19″ E / 42.23449444°N,2.63870833°E                                                  |           |                     | Modifica les dades a Wikidata |
|        | torrent del Vinyot | Argelaguer                                                                       | curs d'aigua | Desemboca: Fluvià Llarg: 4.5km                          | 42° 14′ 27″ N, 2° 37′ 31″ E / 42.2408638889°N,2.62540277778°E                                             |           | Torrent del Vinyot  | Modifica les dades a Wikidata |

## entitat singular de població
| imatge | Nom                    | Ubicat a   | instància de                                                                   | Detalls | coordenades                                                                   | Protecció | Commons (més fotos) | Dades a WD                    |
| ------ | ---------------------- | ---------- | ------------------------------------------------------------------------------ | ------- | ----------------------------------------------------------------------------- | --------- | ------------------- | ----------------------------- |
|        | Argelaguer             | Argelaguer | entitat singular de població ens local històric de Catalunya capital municipal | 373 hab | 42° 12′ 56″ N, 2° 38′ 31″ E / 42.21563°N,2.64193°E 178 msnm                   |           |                     | Modifica les dades a Wikidata |
|        | Sant Sebastià          | Argelaguer | entitat singular de població                                                   | 10 hab  | 42° 12′ 50″ N, 2° 38′ 42″ E / 42.214004055073°N,2.6451037230055°E 180 msnm    |           |                     | Modifica les dades a Wikidata |
|        | Santa Magdalena        | Argelaguer | entitat singular de població                                                   | 22 hab  | 42° 12′ 18″ N, 2° 36′ 36″ E / 42.204883930643°N,2.6100255608856°E 356 msnm    |           |                     | Modifica les dades a Wikidata |
|        | Tapioles               | Argelaguer | entitat singular de població                                                   | 18 hab  | 42° 12′ 44″ N, 2° 36′ 57″ E / 42.2120974312844°N,2.61589296109048°E 189 msnm  |           |                     | Modifica les dades a Wikidata |
|        | el Guilar              | Argelaguer | entitat singular de població                                                   | 10 hab  | 42° 12′ 27″ N, 2° 39′ 13″ E / 42.207615433727°N,2.653655718273°E 163.206 msnm |           |                     | Modifica les dades a Wikidata |
|        | l'Hostalnou de Llierca | Argelaguer | entitat singular de població                                                   | 18 hab  | 42° 13′ 03″ N, 2° 37′ 33″ E / 42.217544864457°N,2.6256983903533°E 220 msnm    |           |                     | Modifica les dades a Wikidata |

## església
| imatge | Nom                          | Ubicat a   | instància de     | Detalls                      | coordenades                                                        | Protecció                   | Commons (més fotos)          | Dades a WD                    |
| ------ | ---------------------------- | ---------- | ---------------- | ---------------------------- | ------------------------------------------------------------------ | --------------------------- | ---------------------------- | ----------------------------- |
|        | Mare de Déu del Guilar       | Argelaguer | església capella | Estil: arquitectura romànica | 42° 12′ 23″ N, 2° 39′ 02″ E / 42.2065°N,2.65045°E                  | bé cultural d'interès local | Mare de Déu del Guilar       | Modifica les dades a Wikidata |
|        | Sant Sebastià                | Argelaguer | església capella |                              | 42° 12′ 55″ N, 2° 38′ 45″ E / 42.2152285779633°N,2.6457268580437°E |                             |                              | Modifica les dades a Wikidata |
|        | Santa Anna d'Argelaguer      | Argelaguer | església         | Estil: arquitectura romànica | 42° 12′ 51″ N, 2° 38′ 33″ E / 42.2141°N,2.64256°E                  | bé cultural d'interès local | Santa Anna d'Argelaguer      | Modifica les dades a Wikidata |
|        | Santa Magdalena de Montpalau | Argelaguer | església capella |                              | 42° 12′ 22″ N, 2° 36′ 32″ E / 42.2061°N,2.60889°E                  | bé cultural d'interès local | Santa Magdalena de Montpalau | Modifica les dades a Wikidata |
|        | Santa Maria d'Argelaguer     | Argelaguer | església         | Estil: arquitectura romànica | 42° 12′ 48″ N, 2° 38′ 30″ E / 42.2132°N,2.64176°E                  | bé cultural d'interès local | Santa Maria d'Argelaguer     | Modifica les dades a Wikidata |

## masia
| imatge | Nom                  | Ubicat a   | instància de | Detalls                                  | coordenades                                                                               | Protecció                                  | Commons (més fotos) | Dades a WD                    |
| ------ | -------------------- | ---------- | ------------ | ---------------------------------------- | ----------------------------------------------------------------------------------------- | ------------------------------------------ | ------------------- | ----------------------------- |
|        | Ca l'Oliva           | Argelaguer | masia        |                                          | 42° 12′ 52″ N, 2° 37′ 14″ E / 42.214400392226°N,2.6205071095718°E                         |                                            |                     | Modifica les dades a Wikidata |
|        | Ca l'Ornós           | Argelaguer | masia        |                                          | 42° 12′ 37″ N, 2° 39′ 08″ E / 42.210222825519°N,2.65218771544274°E                        |                                            |                     | Modifica les dades a Wikidata |
|        | Ca n'Abulí           | Argelaguer | masia        |                                          | 42° 12′ 22″ N, 2° 38′ 01″ E / 42.2061575440765°N,2.63372423326964°E                       |                                            |                     | Modifica les dades a Wikidata |
|        | Ca n'Aima            | Argelaguer | masia        |                                          | 42° 13′ 04″ N, 2° 39′ 04″ E / 42.2177669004582°N,2.65112856728845°E                       |                                            |                     | Modifica les dades a Wikidata |
|        | Ca n'Albis           | Argelaguer | masia        |                                          | 42° 12′ 22″ N, 2° 38′ 54″ E / 42.2060054586552°N,2.6484434416799°E                        |                                            |                     | Modifica les dades a Wikidata |
|        | Ca n'Horts           | Argelaguer | masia        |                                          | 42° 13′ 20″ N, 2° 37′ 58″ E / 42.2223297534254°N,2.63274623658366°E                       |                                            |                     | Modifica les dades a Wikidata |
|        | Can Barraca          | Argelaguer | masia        |                                          | 42° 12′ 19″ N, 2° 36′ 09″ E / 42.2053059034577°N,2.60245154063086°E                       |                                            |                     | Modifica les dades a Wikidata |
|        | Can Bernades         | Argelaguer | masia        |                                          | 42° 12′ 44″ N, 2° 37′ 01″ E / 42.2121190893237°N,2.61698318135941°E                       |                                            |                     | Modifica les dades a Wikidata |
|        | Can Cots             | Argelaguer | masia        |                                          | 42° 12′ 49″ N, 2° 37′ 10″ E / 42.2137483383211°N,2.61942063360858°E                       |                                            |                     | Modifica les dades a Wikidata |
|        | Can Cots de Baix     | Argelaguer | masia        |                                          | 42° 12′ 45″ N, 2° 36′ 57″ E / 42.2123675746365°N,2.61587920920986°E                       |                                            |                     | Modifica les dades a Wikidata |
|        | Can Fiol             | Argelaguer | masia        |                                          | 42° 13′ 10″ N, 2° 36′ 49″ E / 42.2193668110065°N,2.61359525684857°E                       |                                            |                     | Modifica les dades a Wikidata |
|        | Can Mariqueta        | Argelaguer | masia        |                                          | 42° 12′ 51″ N, 2° 38′ 54″ E / 42.2142460270581°N,2.64837351254191°E                       |                                            |                     | Modifica les dades a Wikidata |
|        | Can Pastraner        | Argelaguer | masia        |                                          | 42° 12′ 35″ N, 2° 36′ 33″ E / 42.2097777864814°N,2.6090743983363°E                        |                                            |                     | Modifica les dades a Wikidata |
|        | Can Rafelic          | Argelaguer | masia        |                                          | 42° 12′ 54″ N, 2° 38′ 44″ E / 42.2148858949187°N,2.64558338669658°E                       |                                            |                     | Modifica les dades a Wikidata |
|        | Can Saques           | Argelaguer | masia        |                                          | 42° 12′ 43″ N, 2° 38′ 57″ E / 42.2120056443475°N,2.64908860935589°E                       |                                            |                     | Modifica les dades a Wikidata |
|        | Can Serra            | Argelaguer | masia        |                                          | 42° 12′ 22″ N, 2° 38′ 54″ E / 42.206235°N,2.648377°E                                      | bé integrant del patrimoni cultural català |                     | Modifica les dades a Wikidata |
|        | Can Sis-rals         | Argelaguer | masia        |                                          | 42° 13′ 10″ N, 2° 37′ 56″ E / 42.2193198411106°N,2.63218209148411°E                       |                                            |                     | Modifica les dades a Wikidata |
|        | Can Soler            | Argelaguer | masia        |                                          | 42° 13′ 06″ N, 2° 36′ 57″ E / 42.2183565670594°N,2.61581868215447°E                       |                                            |                     | Modifica les dades a Wikidata |
|        | Can Xac Vell         | Argelaguer | masia        |                                          | 42° 13′ 04″ N, 2° 38′ 26″ E / 42.2178694118417°N,2.64057486277534°E                       |                                            |                     | Modifica les dades a Wikidata |
|        | Casilla de l'Hort    | Argelaguer | masia        |                                          | 42° 12′ 31″ N, 2° 37′ 11″ E / 42.208687974511°N,2.61977809848414°E                        |                                            |                     | Modifica les dades a Wikidata |
|        | Castellar            | Argelaguer | masia        |                                          | 42° 13′ 07″ N, 2° 36′ 27″ E / 42.2186973062603°N,2.60739580677208°E                       |                                            |                     | Modifica les dades a Wikidata |
|        | Mas Cardonet         | Argelaguer | masia        | Estil: arquitectura popular              | 42° 12′ 56″ N, 2° 37′ 26″ E / 42.215429°N,2.623925°E                                      | bé integrant del patrimoni cultural català |                     | Modifica les dades a Wikidata |
|        | Mas Espoella         | Argelaguer | masia        | Estil: arquitectura popular              | 42° 13′ 10″ N, 2° 38′ 45″ E / 42.2194°N,2.64573°E                                         | bé integrant del patrimoni cultural català | Mas Espoella        | Modifica les dades a Wikidata |
|        | Mas Pequín           | Argelaguer | masia        |                                          | 42° 13′ 31″ N, 2° 36′ 40″ E / 42.225374498341°N,2.61107452560531°E                        |                                            |                     | Modifica les dades a Wikidata |
|        | Moretó               | Argelaguer | masia        | Estil: arquitectura popular 18th century | 42° 12′ 55″ N, 2° 38′ 07″ E / 42.215385°N,2.635278°E ca:Ctra. de Girona a Ripoll 184 msnm | bé integrant del patrimoni cultural català | Moretó (Argelaguer) | Modifica les dades a Wikidata |
|        | Plandiura            | Argelaguer | masia        |                                          | 42° 13′ 14″ N, 2° 37′ 36″ E / 42.2204456126241°N,2.62660191721406°E                       |                                            |                     | Modifica les dades a Wikidata |
|        | el Corral            | Argelaguer | masia        |                                          | 42° 12′ 23″ N, 2° 36′ 09″ E / 42.2064052804448°N,2.60262635666724°E                       |                                            |                     | Modifica les dades a Wikidata |
|        | el Torrós            | Argelaguer | masia        |                                          | 42° 12′ 27″ N, 2° 36′ 51″ E / 42.20739008996°N,2.61409224854264°E                         |                                            |                     | Modifica les dades a Wikidata |
|        | la Cabanya d'en Toni | Argelaguer | masia        |                                          | 42° 13′ 21″ N, 2° 37′ 15″ E / 42.222597449045°N,2.62090635556212°E                        |                                            |                     | Modifica les dades a Wikidata |
|        | la Coma              | Argelaguer | masia        |                                          | 42° 12′ 07″ N, 2° 38′ 27″ E / 42.2018387132063°N,2.64075052434289°E                       |                                            |                     | Modifica les dades a Wikidata |

## muntanya
| imatge | Nom             | Ubicat a                | instància de | Detalls | coordenades                                                         | Protecció | Commons (més fotos) | Dades a WD                    |
| ------ | --------------- | ----------------------- | ------------ | ------- | ------------------------------------------------------------------- | --------- | ------------------- | ----------------------------- |
|        | Puig de Pallenc | Argelaguer Sant Ferriol | muntanya     |         | 42° 11′ 52″ N, 2° 37′ 46″ E / 42.1978°N,2.62953°E 516.1 msnm        |           |                     | Modifica les dades a Wikidata |
|        | Puig del Sucre  | Argelaguer Sant Ferriol | muntanya     |         | 42° 11′ 35″ N, 2° 38′ 06″ E / 42.19295556°N,2.63506194°E 570.8 msnm |           |                     | Modifica les dades a Wikidata |

## serra
| imatge | Nom                | Ubicat a                | instància de | Detalls | coordenades                                                         | Protecció | Commons (més fotos) | Dades a WD                    |
| ------ | ------------------ | ----------------------- | ------------ | ------- | ------------------------------------------------------------------- | --------- | ------------------- | ----------------------------- |
|        | serra de Coloma    | Argelaguer Sant Ferriol | serra        |         | 42° 11′ 50″ N, 2° 38′ 50″ E / 42.19716944°N,2.64716944°E 550.5 msnm |           |                     | Modifica les dades a Wikidata |
|        | serra de Fontanals | Argelaguer              | serra        |         | 42° 12′ 23″ N, 2° 37′ 31″ E / 42.20649444°N,2.62538889°E 426.2 msnm |           |                     | Modifica les dades a Wikidata |
|        | serra de Palomers  | Argelaguer Sant Ferriol | serra        |         | 42° 11′ 44″ N, 2° 36′ 27″ E / 42.19562778°N,2.60762222°E 621.1 msnm |           |                     | Modifica les dades a Wikidata |

## Misc
| imatge | Nom                                       | Ubicat a   | instància de       | Detalls                     | coordenades                                                                    | Protecció                                  | Commons (més fotos)                       | Dades a WD                    |
| ------ | ----------------------------------------- | ---------- | ------------------ | --------------------------- | ------------------------------------------------------------------------------ | ------------------------------------------ | ----------------------------------------- | ----------------------------- |
|        | Antic edifici de les Escoles d'Argelaguer | Argelaguer | edifici            | Estil: noucentisme 1929     | 42° 12′ 58″ N, 2° 38′ 17″ E / 42.216056°N,2.638109°E ca:C. Major, 104 186 msnm | bé integrant del patrimoni cultural català | Antic edifici de les Escoles d'Argelaguer | Modifica les dades a Wikidata |
|        | Fonts de la riera de Can Sis Rals         | Argelaguer | font               |                             |                                                                                | bé cultural d'interès local                |                                           | Modifica les dades a Wikidata |
|        | Granja d'en Torrent                       | Argelaguer | granja             |                             | 42° 12′ 55″ N, 2° 36′ 45″ E / 42.2154094053766°N,2.61251685834903°E            |                                            |                                           | Modifica les dades a Wikidata |
|        | Molí d'en Carlot                          | Argelaguer | molí d'aigua       |                             | 42° 12′ 41″ N, 2° 38′ 20″ E / 42.2113257716551°N,2.63896434235976°E            |                                            |                                           | Modifica les dades a Wikidata |
|        | Polígon industrial de Can Portella        | Argelaguer | polígon industrial |                             | 42° 12′ 45″ N, 2° 38′ 52″ E / 42.2125422261492°N,2.64784989875123°E            |                                            |                                           | Modifica les dades a Wikidata |
|        | Pou de glaç de Santa Maria                | Argelaguer | pou de neu         | Estil: arquitectura popular |                                                                                | bé integrant del patrimoni cultural català |                                           | Modifica les dades a Wikidata |
|        | Resclosa d'en Bassols i del Molí          | Argelaguer | zona humida        |                             | 42° 12′ 46″ N, 2° 38′ 02″ E / 42.2129°N,2.6338°E                               |                                            |                                           | Modifica les dades a Wikidata |
|        | Rost d'en Pi                              | Argelaguer | necròpolis         |                             | 42° 12′ 48″ N, 2° 38′ 30″ E / 42.2134°N,2.64172°E                              | bé integrant del patrimoni cultural català | Rost d'en Pi                              | Modifica les dades a Wikidata |
|        | Túnel d'Argelaguer                        | Argelaguer | túnel              |                             | 42° 13′ 01″ N, 2° 38′ 28″ E / 42.2170338503304°N,2.64122174684279°E            |                                            |                                           | Modifica les dades a Wikidata |
|        | casa consistorial d'Argelaguer            | Argelaguer | casa consistorial  |                             | 42° 12′ 57″ N, 2° 38′ 16″ E / 42.21574263843708°N,2.6378142728055343°E         |                                            | Casa de la Vila d' Argelaguer             | Modifica les dades a Wikidata |
|        | el Passallís del Fluvià                   | Argelaguer | pont               | Travessa: Fluvià            | 42° 12′ 42″ N, 2° 39′ 03″ E / 42.2116054689983°N,2.6507626838138°E             |                                            |                                           | Modifica les dades a Wikidata |